# Torsviksplatån

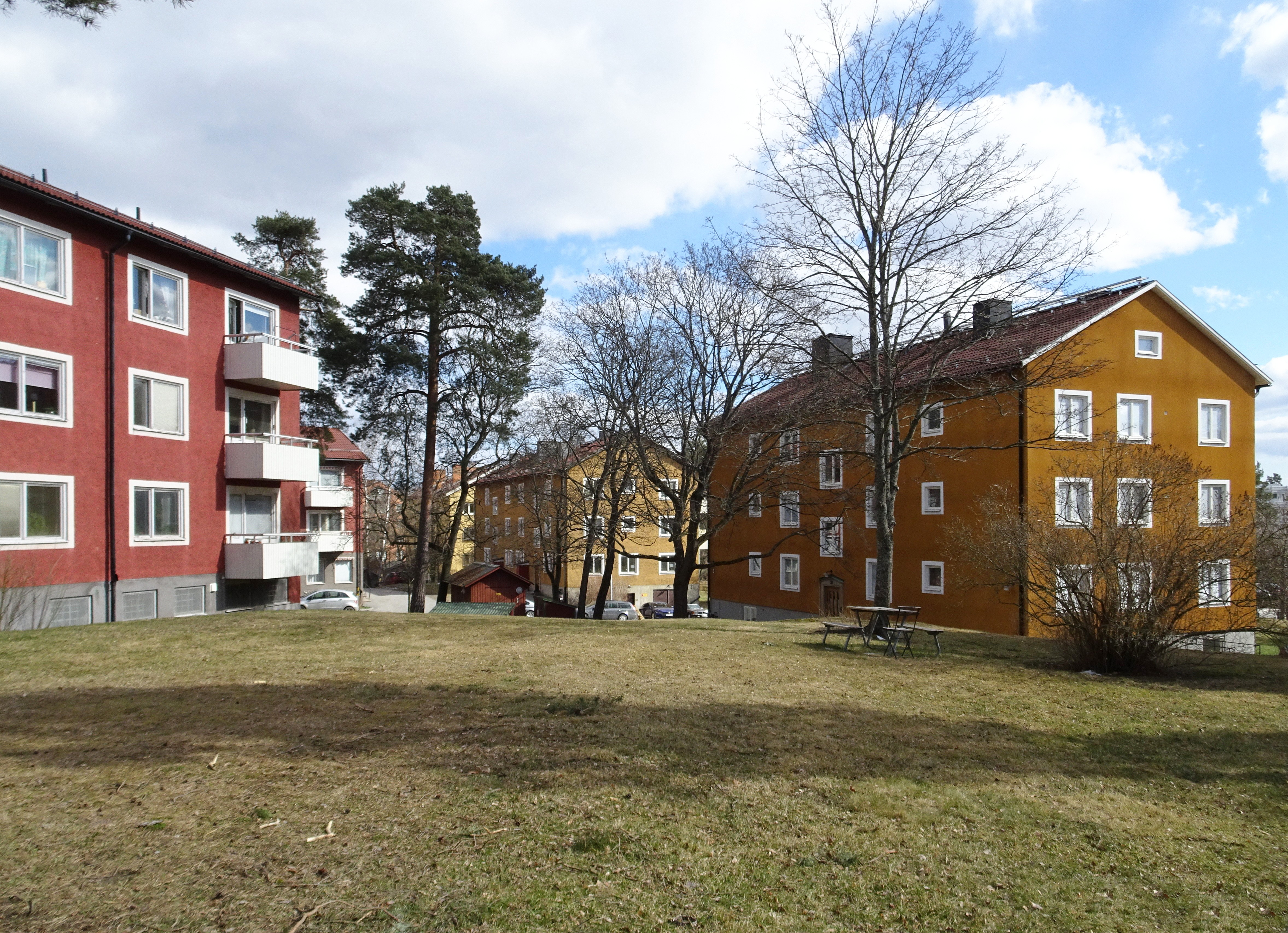
Torsviksplatån med Lugnet (t.v.) och Stenbrottet (t.h.).

Torsviksplatån kallas ett bostadsområde som sträcker sig längs med och norr om Stockholmsvägen i kommundelen Torsvik i västra Lidingö kommun. Området är gestaltat som grannskapsenheter med flerbostadshus från främst 1940- och 1950-talen. Området har höga kulturhistoriska värden.

## Historik

### Planering

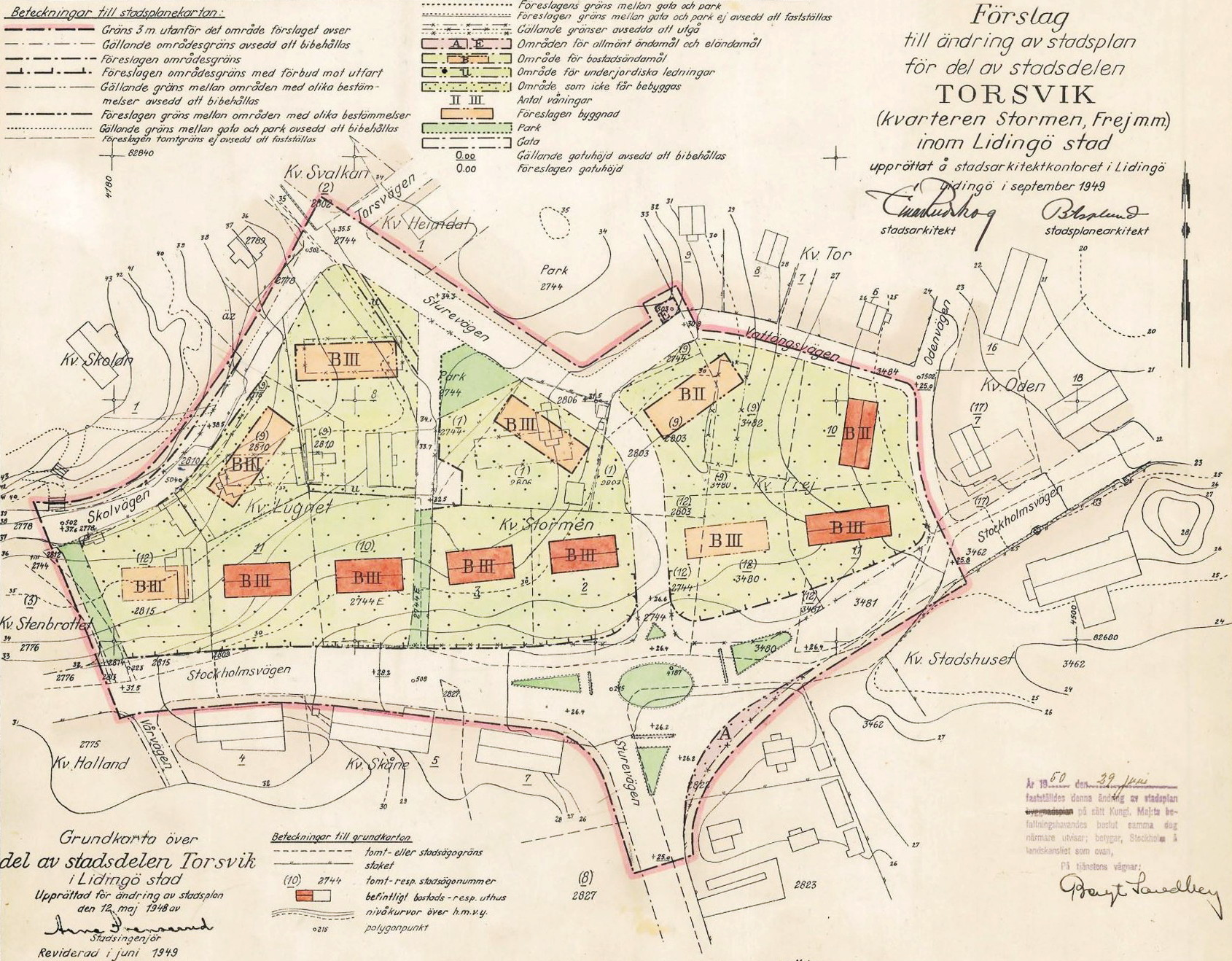
Stadsplan för Torsviksplatåns östra del.

Torsviksplatån kan ses som en fortsättning av Torsvikshöjden som ansluter mot väster och bebyggdes några år tidigare. Bostadsområdets västra delar stadsplanerades redan 1943 samtidigt med Torsvikshöjden av arkitektkontoret Ancker-Gate-Lindegren tillsammans med arkitekten Göran Sidenbladh. Fortsättningen österut fastställdes 1949 och upprättades av Lidingös stadsarkitekt Einar Rudskog som även kom att rita några hus i området. På platsen fanns några äldre villor vilka revs för att bereda plats för den nya bebyggelsen. Torsviksplatån indelades i fem kvarter kallade Frej, Lugnet, Stenbrottet, Stormen och Torshammaren. 

### Arkitektonisk gestaltning
Särskilt betydelsefullt för områdets karaktär är de byggnader som står längs med Stockholmsvägen. Här sträcker sig ett grönområde med sex gulputsade lamellhus i tre våningar som utgör ett bra exempel för den vid tiden rådande stadsplaneidealen Hus i park vilken eftersträvades vid planeringen av både Torsvikshöjden och Torsviksplatån samt Herseruds flerbostadsområde.
Mot norr och Skolvägen placerades ytterligare några lamellhus. Bebyggelsen är enhetlig gestaltad med fasader putsade i gult eller mustiga varmröda kulörer och vita slätputsade fönsteromfattningar. Sadeltaken är flacka och täckta med lertegel. Arkitekturen är lågmält med typiska inslag som omsorgsfullt utformade portiker och varierade fönsterformer, allt utförd med hög hantverkskvalitet och i Folkhemsarkitekturens anda.
Nästan samtliga fastigheter är grönmärkta av kommunen vilket innebär att de anses vara "särskilt värdefulla från historisk, kulturhistorisk, miljömässig eller konstnärlig synpunkt". Fem fastigheter är gulmarkerade med bebyggelse av "positiv betydelse för stadsbilden och/eller av visst kulturhistoriskt värde". Bland arkitekterna märks förutom Einar Rudskog även Albin Stark, Harald André, Ancker-Gate-Lindegren och HSB:s arkitektkontor.

### Bilder

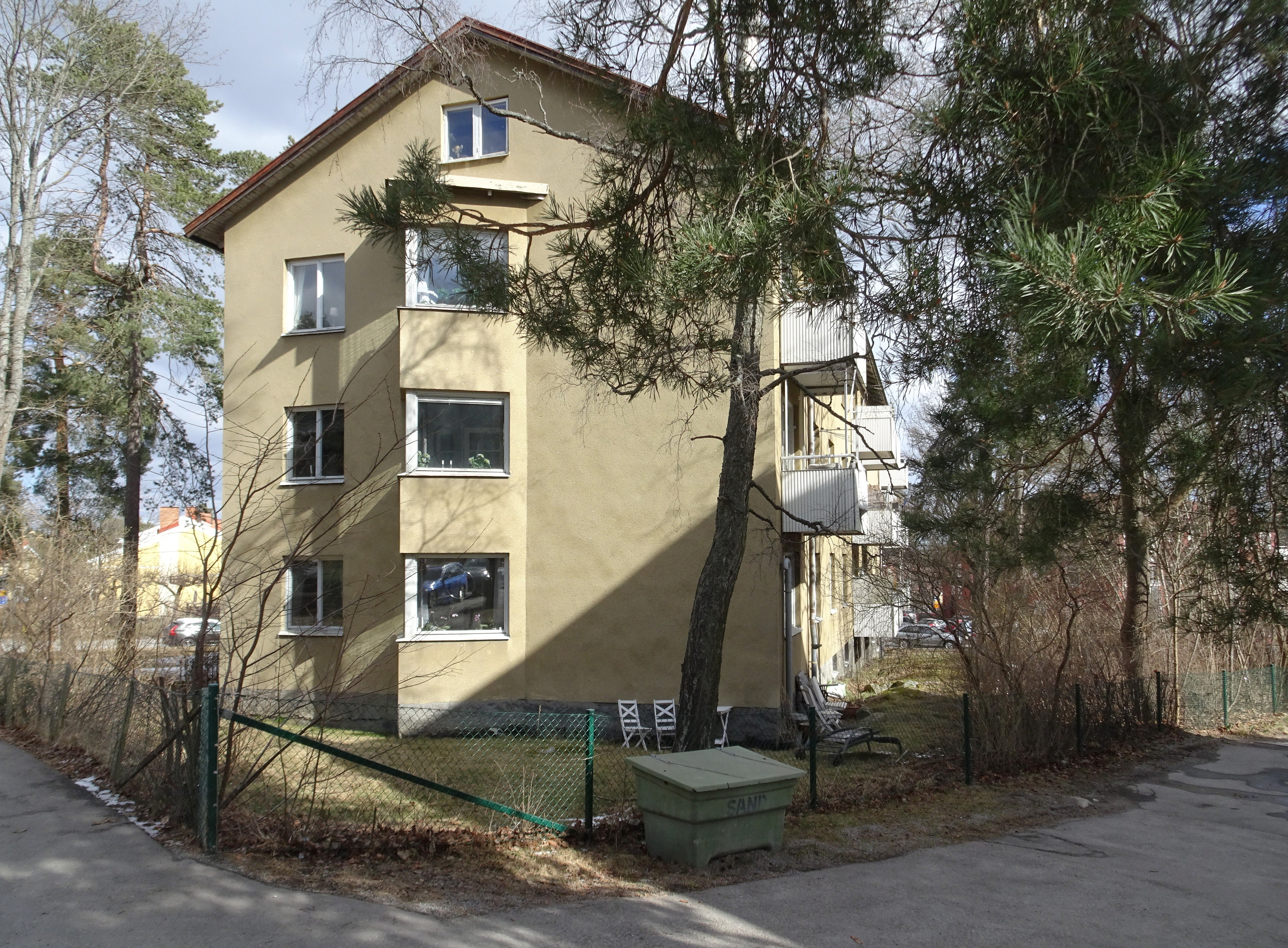
Lugnet 8, arkitekt: Albin Stark.
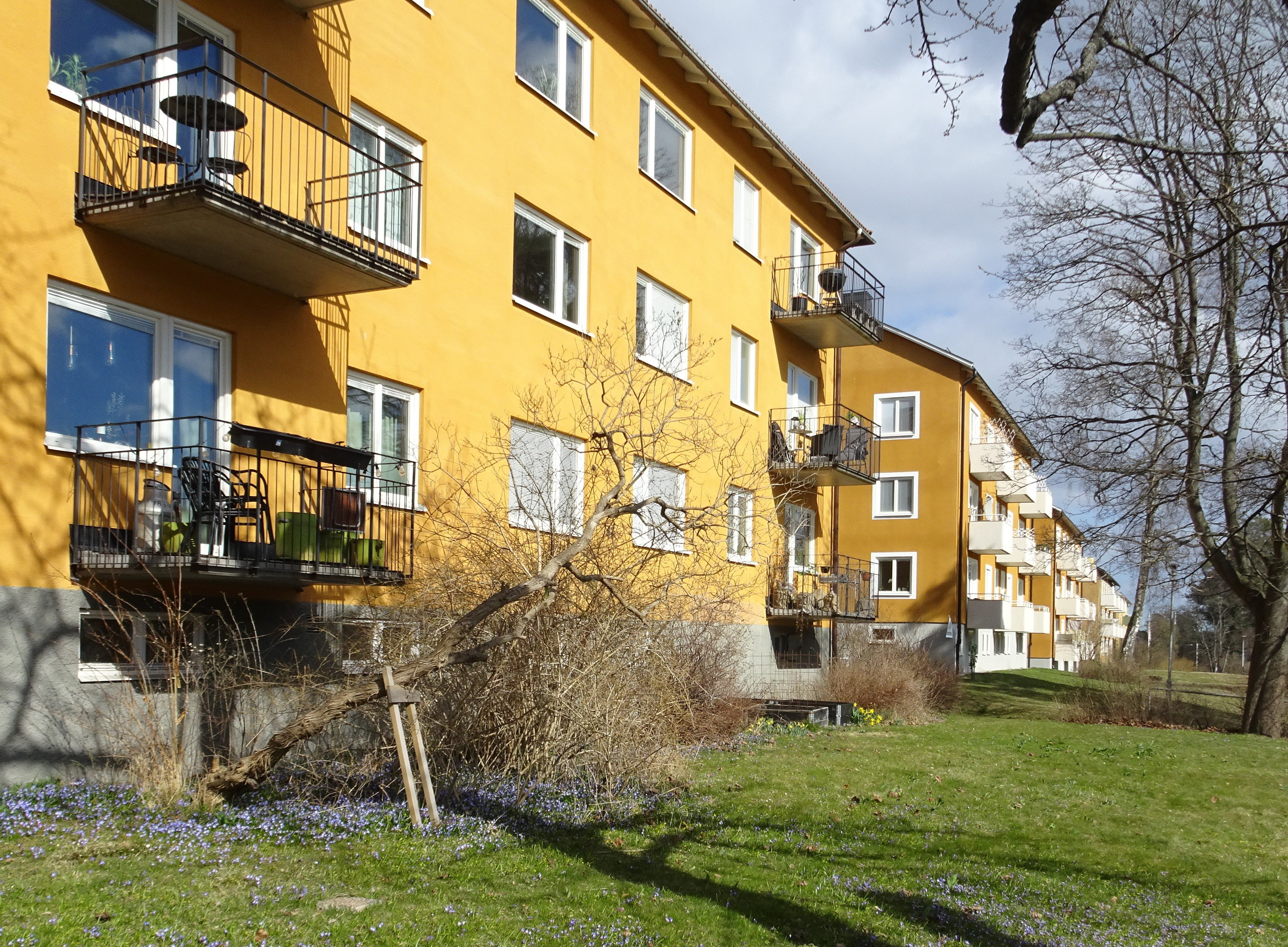
Lugnet 10 och Stormen 6, arkitekt: Einar Rudskog och HSB.
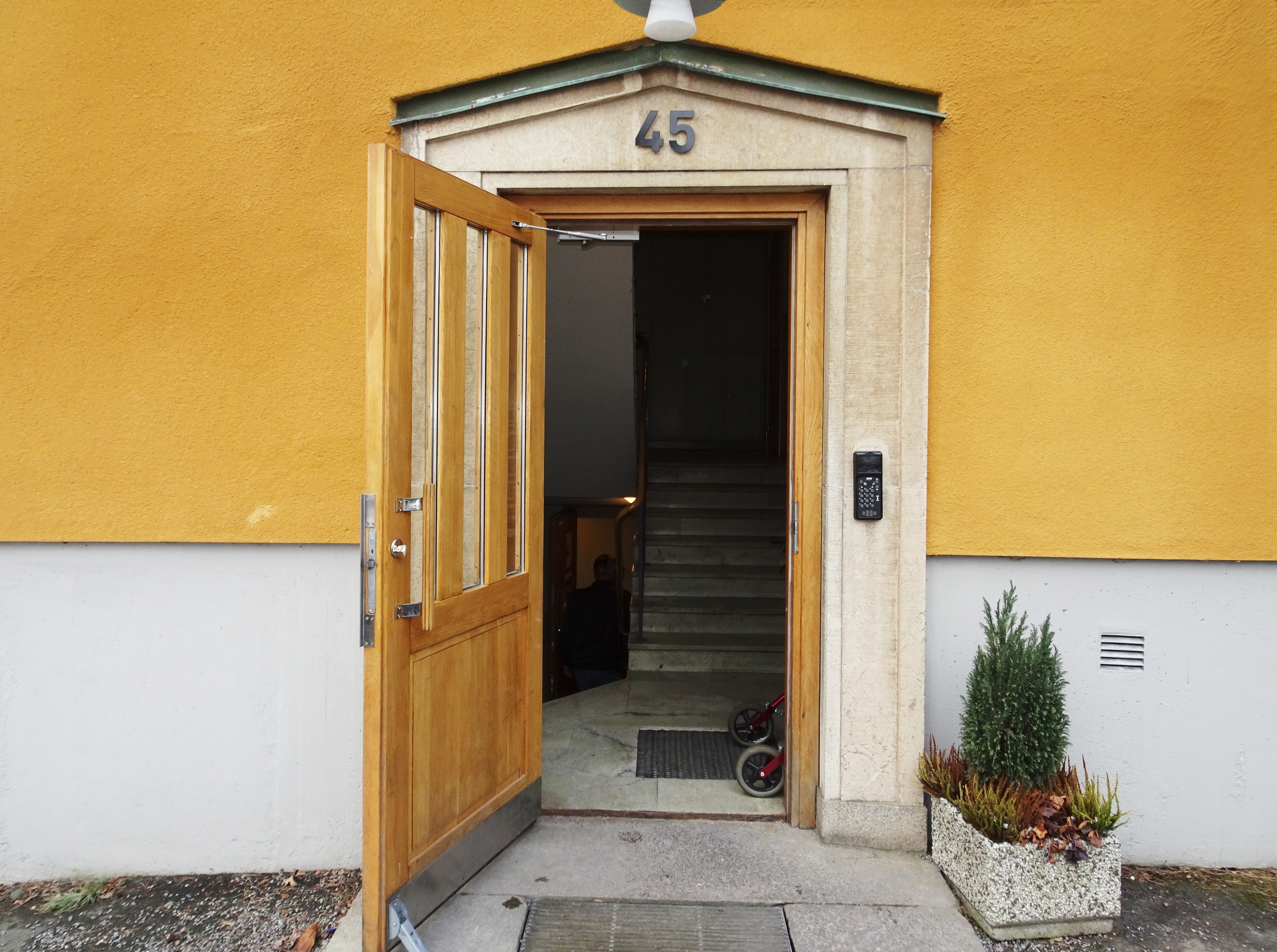
Stormen 6, entré nr 45.
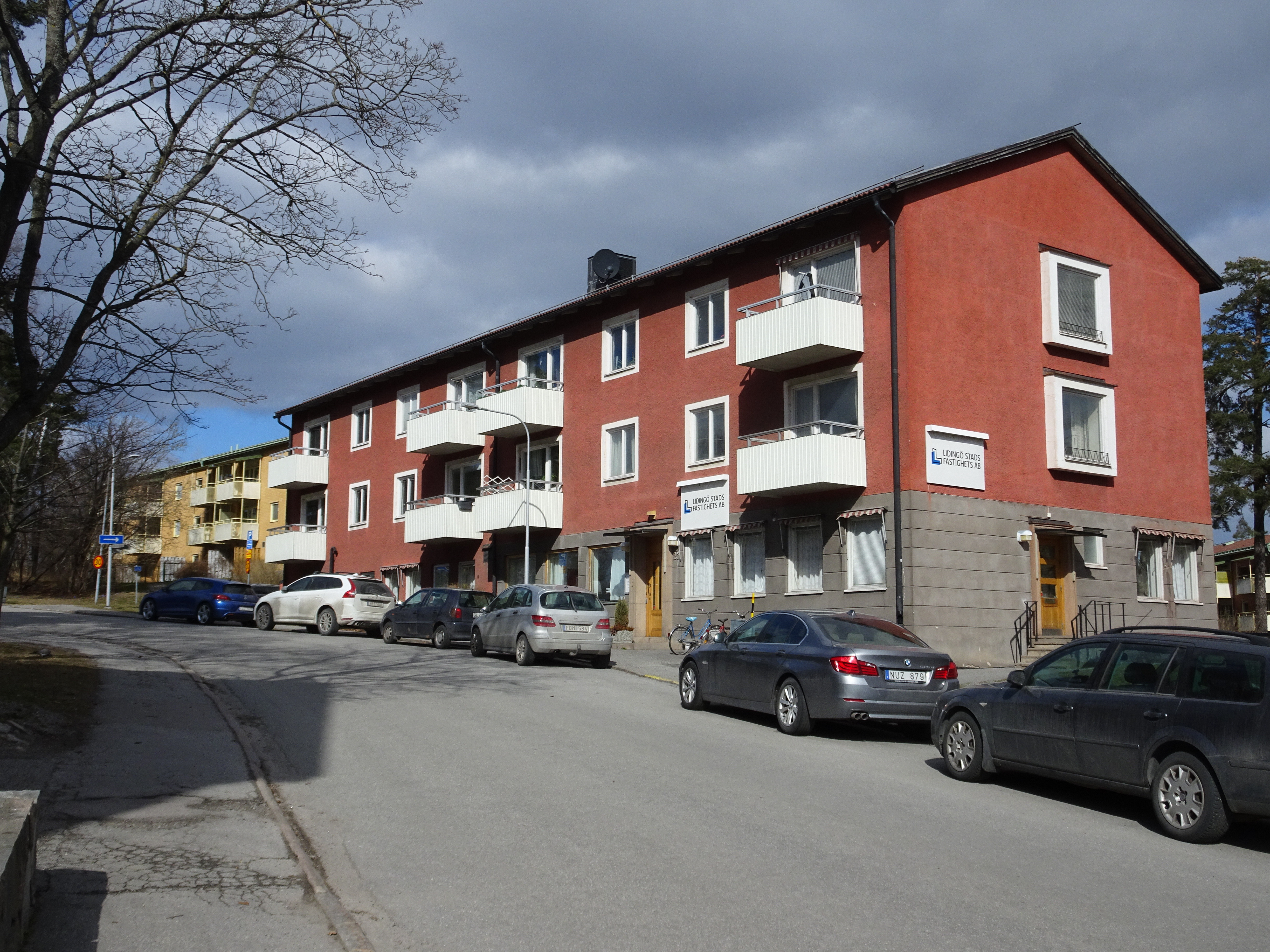
Frej 9, arkitekt: Einar Rudskog.
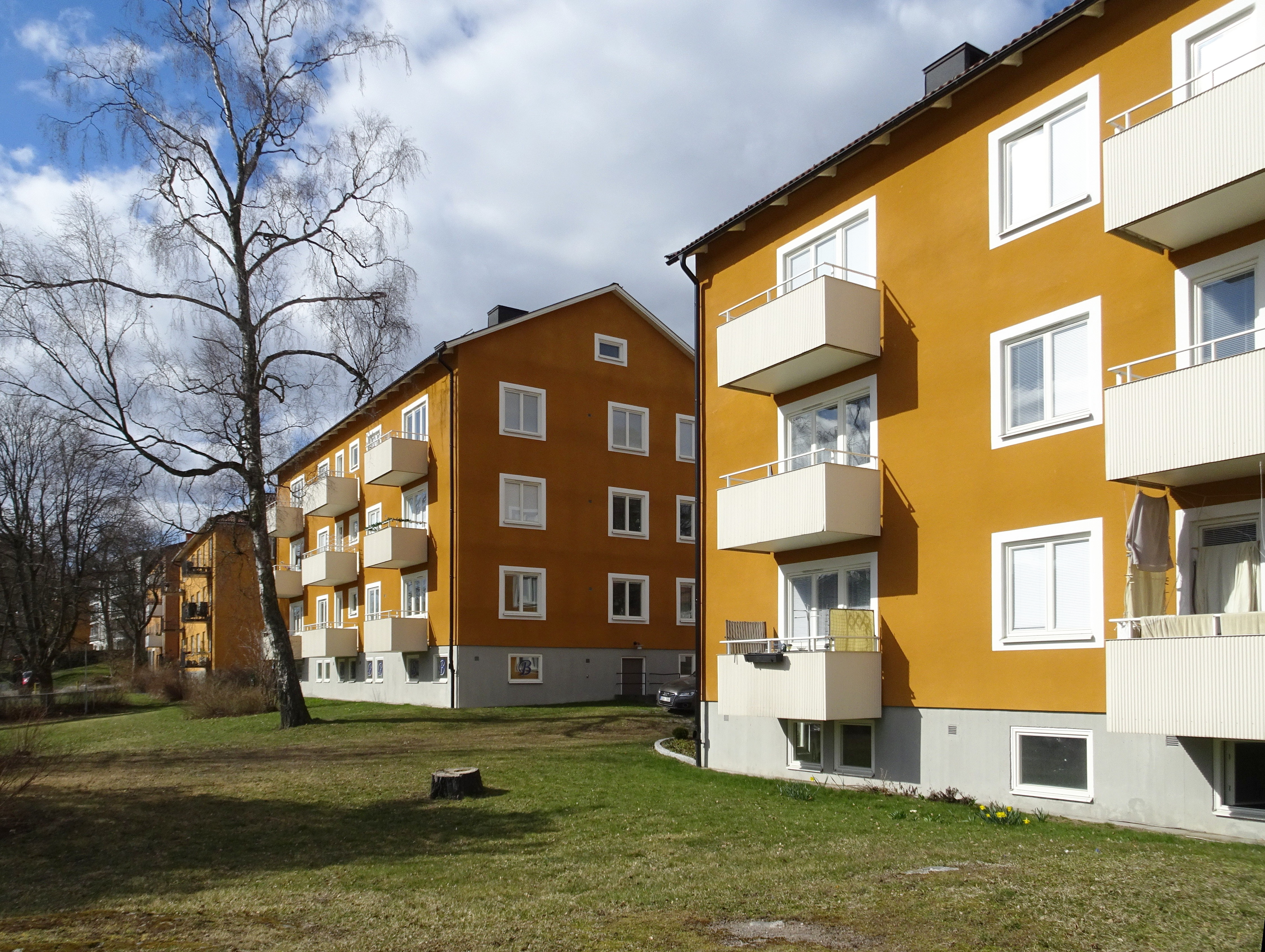
Stormen 5 och 6, arkitekt: Einar Rudskog.